# Queen of Fucking Everything
Queen of Fucking Everything är en finländsk kriminaldramaserie som hade premiär den 1 januari 2025 i Finland. Serien som är skapad av Tiina Lymi består av sex avsnitt.

## Handling
Serien handlar om Linda som är en framgångsrik fastighetsmäklare. En dag upptäcker hon att hennes man har försvunnit och lämnat henne med miljonskulder. När kronofogden tar hennes sista tillgångar gör Linda allt för att hålla skenet uppe. Hon lånar pengar av sin sedan länge bortglömda barndomsvän Marke, och dras in i ljusskygga affärer.

## Rollista (i urval)
- Laura Malmivaara - Linda Saarniluoto
- Katja Küttner - Marke
- Kristo Salminen - Börje
- Joonas Heikkinen - Spora